# 온라인 백과사전
온라인 백과사전(an online encyclopedia)이란 인터넷을 통하여 용어를 검색할 수 있는 사전을 말한다. 무료와 유료로 나뉜다. 백과사전이 방대한 종이로 만들어진 책에서 개인용 컴퓨터에 저장할 수 있는 간편한 CD-ROM으로 변환되었는데 이제는 공간의 제한을 받지 않는 인터넷상에서 방대한 정보와 지식을 쉽게 얻을 수 있게 되었다.  지식정보의 새로운 혁명을 가져온 사례중에 하나이다. 대표적인 성공적인 사전이 위키백과 백과사전과 같은 온라인 백과사전이다. 다양한 분야에서 자원봉사로 집단지성의 협의가 이루지고 있다. 위키백과의 장점은 각 국가의 해당 언어로 이용을 할 수 있으며 다른 언어로 연결되어 지식의 세계화를 구축하였다. 하지만 위키백과 관리자의 권한 남용은 위키백과 내에서 심각한 문제로 화두되고 있으며, 이는 위키백과 공동체를 훼손하고 이용자들에게 불쾌함을 주고 있다. 한편, 브리태니카 백과사전은 유료로 운영되기에 제한적으로 사용할 수 밖에 없다. 국내에서도 네이버 지식백과 다음 백과사전을 이용할 수 있다.

## 지역별 백과사전

### 대한민국
- 한국어 위키백과
- 브리태니커 백과사전 온라인
- 한국 브리태니커 백과사전
- 네이버 지식백과
- 다음 백과사전
- 한국민족문화 대백과사전
- 두산 백과사전

### 대한민국 이외 지역
- Encyclopedia of Philosophy[깨진 링크(과거 내용 찾기)]
- Stanford Encyclopedia of Philosophy
- Encyclopedia.com
- The Catholic Encyclopedia
- Boston Collaborative Encyclopedia of Western Theology
- Encyclopedia of American Studies
- Wikipedia the free encyclopedia

## 같이 보기
- 온라인 백과사전 목록
- 전자 도서관
- 위키백과 편집으로 인해 투옥된 인물 목록